# 国際一輪車競技大会
国際一輪車競技大会（こくさいいちりんしゃきょうぎたいかい、UNICON）は、国際一輪車連盟（IUF）により1984年から隔年に開催されている世界選手権大会である。大会には芸術部門（グループ・ペア・個人競技）や、スピードを競う種目（100m・400m、10km、マラソンなど）及びバスケットボールやホッケーなどの種目がある。

## 開催地
| No.    | 開催年  | 開催日            | 開催地                        |
| ------ | ------- | ----------------- | ----------------------------- |
| 第1回  | 1984    |                   | シラキュース                  |
| 第2回  | 1986    |                   | ユニオンデール                |
| 第3回  | 1987    |                   | 東京                          |
| 第4回  | 1988    |                   | Aquadilla                     |
| 第5回  | 1991    |                   | ケベック州Hull                |
| 第6回  | 1992    |                   | ケベック・シティー            |
| 第7回  | 1994    |                   | ミネアポリス                  |
| 第8回  | 1996    |                   | ギルフォード                  |
| 第9回  | 1998    |                   | ボトロップ                    |
| 第10回 | 2000    |                   | 北京                          |
| 第11回 | 2002    | 7月25日 - 8月2日  | ノースベンド                  |
| 第12回 | 2004    | 7月23日 - 8月1日  | 東京                          |
| 第13回 | 2006    | 7月23日 - 8月2日  | Langenthal・ベルン            |
| 第14回 | 2008    | 7月26日 - 8月4日  | Frederiksberg・コペンハーゲン |
| 第15回 | 2009/10 | 12月27日 - 1月7日 | ウェリントン                  |
| 第16回 | 2012    | 7月21日 - 7月31日 | ブレッサノーネ                |
| 第17回 | 2014    |                   | モントリオール                |
| 第18回 | 2016    | 7月27日 - 8月7日  | サン・セバスティアン          |
| 第19回 | 2018    |                   | 韓国・安山市                  |

## 日本人選手
芸術部門（ソロ・ペア・グループ）においては優勝者・上位入賞者を輩出している。